# 生野大橋
生野大橋（いくのおおはし）は、新名神高速道路宝塚北サービスエリア - 神戸ジャンクション間に位置し、西日本旅客鉄道（JR西日本）福知山線（宝塚線）を跨ぎ越す全長606メートルの道路橋である。兵庫県神戸市北区道場町生野に所在する。形式はPRC7径間連続波形鋼板ウェブエクストラドーズド箱桁橋である。

## 設計
この橋は、JR福知山線の上空を約15度の浅い交差角で横断するという条件から、鉄道を跨ぎ越す中央支間長がこの構造形式の橋としては日本国内で最大となる188メートルを有することになった。また工期短縮と鉄道営業線上空での移動作業車の移動回数を減らす目的で、1回に張り出すブロック長を当初設計で4メートルとしていたところを8メートルに変更して、ブロック数を半減させた。これによりブロックの重量軽減が必要になり、当初は箱桁の側面部分（ウェブ）を鉄筋コンクリートで設計していたのが波形鋼板ウェブ構造を採用することになった。こうして起点側の4径間（橋台から第4橋脚まで）がコンクリートウェブ2室箱桁構造、終点側の3径間（第4橋脚から橋台まで）が波形鋼板ウェブ3室箱桁構造のPRC7径間連続構造となり、異なる2つの主桁構造を有することになった。
また、当初は暫定4車線の全幅25.15メートルで供用開始するが、将来6車線に拡幅する際には全幅35.40メートルとなる。この将来の拡幅に備えるため、エクストラドーズドの斜材は構造中心付近に配置した一面吊り構造となった。こうした一面吊波形鋼板ウェブエクストラドーズド橋は日本国内初である。
一面吊りであることに加え、供用時の幅員が広いことから、活荷重の偏載荷（車両が偏って橋の上に載る）によって大きなねじりモーメントが発生することや、ウェブに作用する剪断力の分担率が均等でないことが懸念された。そこで魚骨モデルや立体格子モデルを用いた解析を実施した。さらに張り出し架設時の状態を3次元有限要素法 (FEM) を用いて解析し、段階的に実施される斜材やPC鋼材の緊張や移動作業車のコンクリート打設作業による応力の影響や、コンクリート打設中の乾燥収縮や水和熱低下による収縮で発生する応力の影響も考慮して、エポキシ被覆された高強度PC鋼材の採用、補強鉄筋の配置などをおこなった。
さらに耐震設計に適用する道路橋示方書が、基本設計時点では平成14年版であったが、途中で平成24年版に変更された。この時点で下部工は既に発注済みで変更ができない状態であり、さらに鉄道の上空を横断する重要な橋として、レベル1地震動だけでなくレベル2地震動においても、すべての部材の応答値が弾性域内に収まるようにした。このために第1橋脚以外のすべての支点で超高減衰ゴムを用いた全方向免震支承を採用した。この橋の地盤は良好な岩盤であったが、第6橋脚および第2橋台付近に破砕帯があることが確認されていることから、それを考慮した地震応答解析をして耐震設計を行った。
支間長は、第1橋台に近い側から66.2メートル、71.0メートル、39.0メートル、39.0メートル、103.0メートル、188.0メートル、96.2メートルとなった。第1橋台から第4橋脚までの間がコンクリートウェブの2室箱桁構造（箱桁の内部が2分割されている）で全幅員が24.15メートル、第4橋脚から第2橋台までの間が波形鋼板ウェブの3室箱桁（箱桁の内部が3分割されている）エクストラドーズド橋の区間で全幅員が25.15メートルある。

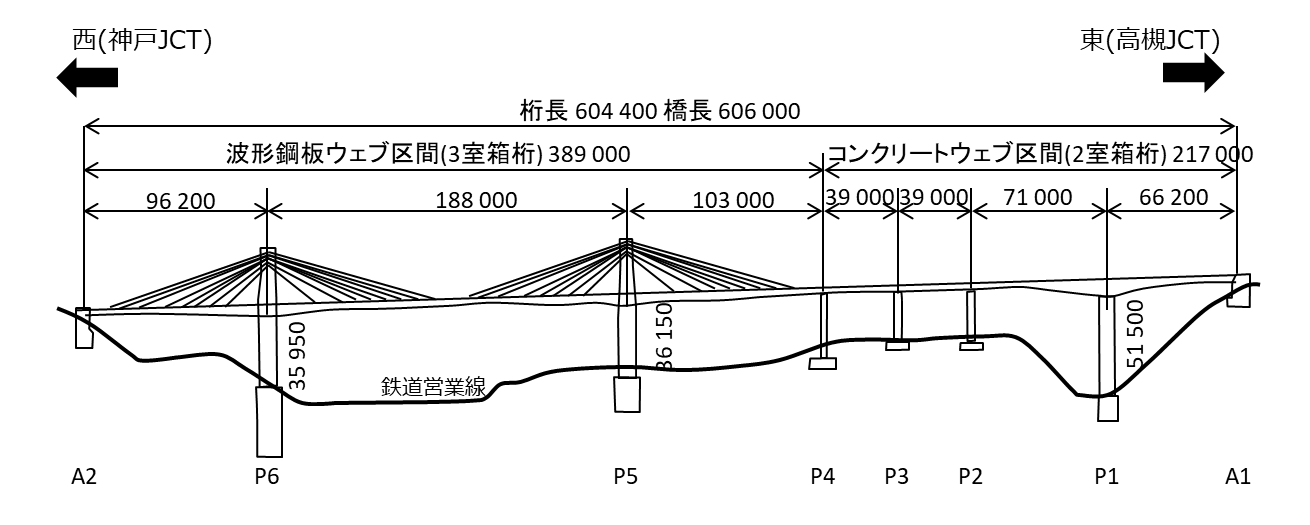
生野大橋の一般図

## 建設
2012年（平成24年）9月に着手した。第1橋台から第2橋脚の間は、第1橋脚から両側に張り出して施工を行った。第2橋脚から第4橋脚の間は固定式支保工を用いて施工（地上から支柱を立てて施工）した。第4橋脚から第2橋台までは、第5橋脚と第6橋脚から張り出し施工を行った。
第4橋脚から第2橋台までの間のエクストラドーズド橋となっている区間が、鉄道営業線との交差があり、かつ全体工程の制約要因となっていたことから、様々な工夫で工期短縮が図られた。
前述のように、張り出し施工の長さを長くすることで工期を短縮するために、ブロック長を当初計画の4メートルから8メートルに長くし、超大型作業車を採用した。この超大型作業車は鉄道営業線への影響を避けるために、鉄道上空以外の場所で組み立てが行われ、作業場所への移動は夜間の線路閉鎖が行われている2.5時間の間に限定された。第6橋脚の柱頭部は作業に着手できる時期がもっとも遅くなって、工程上クリティカルであったため、橋脚の頭部の施工と並行して作業構台上で柱頭部を別途施工しておき、橋脚頭部完成後に約4日かけてジャッキで押し出して所定の位置に設置した。これにより約2か月工期を短縮した。第5橋脚と第6橋脚の間の閉合部は鉄道営業線直上に位置し、閉合後に作業足場を解体する際に落下物を発生させるリスクがあったため、ネット防護を行って作業を行い、また移動作業車自体は斜材と干渉する中央部の横梁を撤去して柱頭部まで移動作業車を後退させることで、鉄道営業線直上での解体作業を回避した。道路の壁高欄は、鉄道営業線上空での作業を減らして落下リスクを低減するために、プレキャスト部材を使う方式とし、移動式作業車によって仮設置した後、モルタルを打設して高さを調整して最終的な位置に固定した。
2018年（平成30年）2月20日に竣工となった。

## 開通
2018年（平成30年）3月18日、新名神高速道路川西インターチェンジ - 神戸ジャンクション間の開通とともに供用開始された。生野大橋は、平成30年度土木学会田中賞を受賞した。